# Repêchage amateur de la LNH 1973
1972 1974
Le repêchage amateur de la Ligue nationale de hockey 1973  a eu lieu le 15 mai 1973 à l'hôtel de Mont Royal à Montréal au Québec. Ce fut le onzième repêchage amateur de la ligue et seulement la seconde fois que le lieu choisit ne fut pas l'hôtel Reine Élizabeth. De plus ce fut la première fois que la journée était entièrement consacré à l'évènement.
La vedette du repêchage était le joueur des 67's d'Ottawa, Denis Potvin qui était vu comme le futur Bobby Orr. Les Canadiens de Montréal firent tout pour pouvoir choisir en premier. Le premier choix appartenait aux Islanders de New York et Bill Torrey directeur général de la franchise n'accepta aucun compromis et Potvin devint une des bases de la franchise dans les années suivantes.

## Sélections par tour
Les sigles suivants seront utilisés dans les tableaux pour parler des ligues mineures:
- SJHL : Ligue de hockey junior de Saskatchewan (Saskatchewan Junior Hockey League).
- AHO : Association de Hockey de l'Ontario – aujourd'hui Ligue de hockey de l'Ontario.
- LHJMQ : Ligue de hockey junior majeur du Québec.
- NCAA : National Collegiate Athletic Association
- LHOC : Ligue de hockey de l'Ouest du Canada
- CIAU : Sport interuniversitaire canadien

### 1ertour
| Rang | Équipe LNH             | Nationalité | Joueur              | Repêché de                       |
| ---- | ---------------------- | ----------- | ------------------- | -------------------------------- |
| 1    | Islanders de New York  | Canada      | Denis Potvin        | 67's d'Ottawa (AHO)              |
| 2    | Flames d'Atlanta       | Canada      | Tom Lysiak          | Tigers de Medicine Hat (LHOC)    |
| 3    | Canucks de Vancouver   | Canada      | Dennis Ververgaert  | Knights de London (AHO)          |
| 4    | Maple Leafs de Toronto | Canada      | Lanny McDonald      | Tigers de Medicine Hat (LHOC)    |
| 5    | Blues de Saint-Louis   | Canada      | John Davidson       | Centennials de Calgary (LHOC)    |
| 6    | Bruins de Boston       | Canada      | André Savard        | Remparts de Québec (LHJMQ)       |
| 7    | Penguins de Pittsburgh | Canada      | Blaine Stoughton    | Bombers de Flin-Flon (LHOC)      |
| 8    | Canadiens de Montréal  | Canada      | Bob Gainey          | Petes de Peterborough (AHO)      |
| 9    | Canucks de Vancouver   | Canada      | Bob Dailey          | Marlboros de Toronto ([AHO)      |
| 10   | Maple Leafs de Toronto | Canada      | Bob Neely           | Petes de Peterborough (AHO)      |
| 11   | Red Wings de Détroit   | Canada      | Terrance Richardson | Bruins de New Westminster (LHOC) |
| 12   | Sabres de Buffalo      | Canada      | Morris Titanic      | Wolves de Sudbury (AHO)          |
| 13   | Black Hawks de Chicago | Canada      | Darcy Rota          | Oil Kings d'Edmonton (LHOC)      |
| 14   | Rangers de New York    | Canada      | Rick Middleton      | Generals d'Oshawa (AHO)          |
| 15   | Maple Leafs de Toronto | Canada      | Ian Turnbull        | 67's d'Ottawa (AHO)              |
| 16   | Flames d'Atlanta       | Canada      | Vic Mercredi        | Bruins de New Westminster (LHOC) |

### 2etour
| Rang | Équipe LNH               | Nationalité   | Joueur           | Repêché de                      |
| ---- | ------------------------ | ------------- | ---------------- | ------------------------------- |
| 17   | Canadiens de Montréal    | Canada        | Glenn Goldup     | Marlboros de Toronto (AHO)      |
| 18   | North Stars du Minnesota | Canada        | Blake Dunlop     | 67's d'Ottawa (AHO)             |
| 19   | Canucks de Vancouver     | Canada France | Paulin Bordeleau | Marlboros de Toronto (AHO)      |
| 20   | Flyers de Philadelphie   | Canada        | Larry Goodenough | Knights de London (AHO)         |
| 21   | Flames d'Atlanta         | Canada        | Eric Vail        | Wolves de Sudbury (AHO)         |
| 22   | Canadiens de Montréal    | Canada        | Peter Marrin     | Marlboros de Toronto (AHO)      |
| 23   | Penguins de Pittsburgh   | Canada        | Wayne Bianchin   | Bombers de Flin-Flon (LHOC)     |
| 24   | Blues de Saint-Louis     | Canada        | George Pesut     | Blades de Saskatoon (LHOC)      |
| 25   | North Stars du Minnesota | Canada        | John Rogers      | Oil Kings d'Edmonton (LHOC)     |
| 26   | Flyers de Philadelphie   | Canada        | Brent Leavins    | Broncos de Swift Current (LHOC) |
| 27   | Penguins de Pittsburgh   | Canada        | Colin Campbell   | Petes de Peterborough (AHO)     |
| 28   | Sabres de Buffalo        | Canada        | Jean Landry      | Remparts de Québec (LHJMQ)      |
| 29   | Black Hawks de Chicago   | Canada        | Reg Thomas       | Knights de London (AHO)         |
| 30   | Rangers de New York      | Canada        | Pat Hickey       | Red Wings de Hamilton (AHO)     |
| 31   | Bruins de Boston         | Canada        | Jimmy Jones      | Petes de Peterborough (AHO)     |
| 32   | Canadiens de Montréal    | Canada        | Ron Andruff      | Bombers de Flin-Flon (LHOC)     |

### 3etour
| Rang | Équipe LNH                    | Nationalité | Joueur          | Repêché de                            |
| ---- | ----------------------------- | ----------- | --------------- | ------------------------------------- |
| 33   | Islanders de New York         | Canada      | Dave Lewis      | Blades de Saskatoon (LHOC)            |
| 34   | Golden Seals de la Californie | Canada      | Jeff Jacques    | Black Hawks de Saint Catharines (AHO) |
| 35   | Canucks de Vancouver          | Angleterre  | Paul Sheard     | 67's d'Ottawa (AHO)                   |
| 36   | Bruins de Boston              | Canada      | Doug Gibson     | Petes de Peterborough (AHO)           |
| 37   | Canadiens de Montréal         | Canada      | Ed Humphreys    | Blades de Saskatoon (LHOC)            |
| 38   | Kings de Los Angeles          | Canada      | Russ Walker     | Blades de Saskatoon (LHOC)            |
| 39   | Red Wings de Détroit          | Canada      | Nelson Pyatt    | Generals d'Oshawa (AHO)               |
| 40   | Flyers de Philadelphie        | Canada      | Bob Stumpf      | Bruins de New Westminster (LHOC)      |
| 41   | North Stars du Minnesota      | Canada      | Rick Chinnick   | Petes de Peterborough (AHO)           |
| 42   | Flyers de Philadelphie        | Canada      | Mike Clarke     | Centennials de Calgary (LHOC)         |
| 43   | Red Wings de Détroit          | Canada      | Robbie Neale    | Wheat Kings de Brandon (LHOC)         |
| 44   | Sabres de Buffalo             | Canada      | André Deschamps | Remparts de Québec (LHJMQ)            |
| 45   | Black Hawks de Chicago        | Canada      | Randy Holt      | Wolves de Sudbury (AHO)               |
| 46   | Rangers de New York           | Canada      | John Campbell   | Greyhounds de Sault Ste. Marie (AHO)  |
| 47   | Bruins de Boston              | Canada      | Al Sims         | Royals de Cornwall (LHJMQ)            |
| 48   | Blues de Saint-Louis          | Canada      | Bob Gassoff     | Tigers de Medicine Hat (LHOC)         |

### 4etour
| Rang | Équipe LNH                    | Nationalité | Joueur           | Repêché de                              |
| ---- | ----------------------------- | ----------- | ---------------- | --------------------------------------- |
| 49   | Islanders de New York         | Canada      | André St-Laurent | Bleu-Blanc-Rouge de Montréal (LHJMQ)    |
| 50   | Golden Seals de la Californie | Canada      | Ron Serafini     | Black Hawks de Saint Catharines (AHO)   |
| 51   | Canucks de Vancouver          | Canada      | Keith Mackie     | Oil Kings d'Edmonton (LHOC)             |
| 52   | Maple Leafs de Toronto        | Canada      | Frank Rochon     | Castors de Sherbrooke (LHJMQ)           |
| 53   | Flames d'Atlanta              | États-Unis  | Dean Talafous    | Badgers du Wisconsin (NCAA)             |
| 54   | Kings de Los Angeles          | Canada      | Jim McCrimmon    | Tigers de Medicine Hat (LHOC)           |
| 55   | Penguins de Pittsburgh        | Canada      | Dennis Owchar    | Marlboros de Toronto (AHO)              |
| 56   | Canadiens de Montréal         | États-Unis  | Alan Hangsleben  | Fighting Sioux du Dakota du Nord (NCAA) |
| 57   | North Stars du Minnesota      | Canada      | Tom Colley       | Wolves de Sudbury (AHO)                 |
| 58   | Flyers de Philadelphie        | Canada      | Dale Cook        | Cougars de Victoria (LHOC)              |
| 59   | Red Wings de Détroit          | Canada      | Mike Korney      | Jets de Winnipeg (LHOC)                 |
| 60   | Sabres de Buffalo             | Canada      | Yvon Dupuis      | Remparts de Québec (LHJMQ)              |
| 61   | Black Hawks de Chicago        | Canada      | Dave Elliott     | Jets de Winnipeg (LHOC)                 |
| 62   | Rangers de New York           | Canada      | Brian Molvik     | Centennials de Calgary (LHOC)           |
| 63   | Bruins de Boston              | Canada      | Steve Langdon    | Knights de London (AHO)                 |
| 64   | Canadiens de Montréal         | Canada      | Rich Latulippe   | Remparts de Québec (LHJMQ)              |

### 5etour
| Rang | Équipe LNH                    | Nationalité | Joueur           | Repêché de                            |
| ---- | ----------------------------- | ----------- | ---------------- | ------------------------------------- |
| 65   | Islanders de New York         | Canada      | Ron Kennedy      | Bruins de New Westminster (LHOC)      |
| 66   | Golden Seals de la Californie | Canada      | Jim Moxey        | Red Wings de Hamilton (AHO)           |
| 67   | Canucks de Vancouver          | États-Unis  | Paul O'Neil      | Terriers de Boston (NCAA)             |
| 68   | Maple Leafs de Toronto        | Canada      | Gord Titcomb     | Black Hawks de Saint Catharines (AHO) |
| 69   | Flames d'Atlanta              | Canada      | John Flesch      | Lakers de Lake Superior State (NCAA)  |
| 70   | Kings de Los Angeles          | Canada      | Dennis Abgrall   | Blades de Saskatoon (LHOC)            |
| 71   | Penguins de Pittsburgh        | États-Unis  | Guido Tenesi     | Generals d'Oshawa (AHO)               |
| 72   | Blues de Saint-Louis          | Canada      | Bill Laing       | Blades de Saskatoon (LHOC)            |
| 73   | North Stars du Minnesota      | Canada      | Lowell Ostlund   | Blades de Saskatoon (LHOC)            |
| 74   | Flyers de Philadelphie        | Canada      | Michel Latrielle | Bleu-Blanc-Rouge de Montréal (LHJMQ)  |
| 75   | Red Wings de Détroit          | Canada      | Blair Stewart    | Jets de Winnipeg (LHOC)               |
| 76   | Sabres de Buffalo             | Canada      | Bob Smulders     | Petes de Peterborough (AHO)           |
| 77   | Black Hawks de Chicago        | Canada      | Dan Hinton       | Greyhounds de Sault Ste. Marie (AHO)  |
| 78   | Rangers de New York           | Canada      | Pierre Laganière | Castors de Sherbrooke (LHJMQ)         |
| 79   | Bruins de Boston              | Canada      | Peter Crosbie    | Knights de London (AHO)               |
| 80   | Canadiens de Montréal         | Canada      | Gerrard Gibbons  | Université St. Mary's (CIAU)          |

### 6etour
| Rang | Équipe LNH                    | Nationalité | Joueur                 | Repêché de                       |
| ---- | ----------------------------- | ----------- | ---------------------- | -------------------------------- |
| 81   | Islanders de New York         | Canada      | Kevin Smith            | Bears de Brown (NCAA)            |
| 82   | Golden Seals de la Californie | Canada      | Willie Trognitz        | équipe junior de Thunder Bay     |
| 83   | Canucks de Vancouver          | Canada      | Jim Cowell             | 67's d'Ottawa (AHO)              |
| 84   | Maple Leafs de Toronto        | Canada      | Doug Marit             | Pats de Regina (LHOC)            |
| 85   | Flames d'Atlanta              | Canada      | Ken Houston            | Maroons de Chatham (LHJSO)       |
| 86   | Kings de Los Angeles          | Canada      | Blair MacDonald        | Royals de Cornwall (LHJMQ)       |
| 87   | Penguins de Pittsburgh        | Canada      | Don Seiling            | Generals d'Oshawa (AHO)          |
| 88   | Blues de Saint-Louis          | Canada      | Randy Smith            | Oil Kings d'Edmonton (LHOC)      |
| 89   | North Stars du Minnesota      | Canada      | David Lee              | 67's d'Ottawa (AHO)              |
| 90   | Flyers de Philadelphie        | Canada      | Doug Ferguson          | Red Wings d'Hamilton (AHO)       |
| 91   | Red Wings de Détroit          | Canada      | Glen Cickello          | Red Wings d'Hamilton (AHO)       |
| 92   | Sabres de Buffalo             | Canada      | Neil Korzack           | Petes de Peterborough (AHO)      |
| 93   | Black Hawks de Chicago        | Canada      | Garry Doerksen         | Jets de Winnipeg (LHOC)          |
| 94   | Rangers de New York           | Canada      | Dwayne Pentland        | Wheat Kings de Brandon (LHOC)    |
| 95   | Bruins de Boston              | Canada      | Jean-Pierre Bourgouyne | Bruins de Shawinigan (LHJMQ)     |
| 96   | Canadiens de Montréal         | Canada      | Denis Patry            | Rangers de Drummondville (LHJMQ) |

### 7etour
| Rang | Équipe LNH                    | Nationalité | Joueur          | Repêché de                           |
| ---- | ----------------------------- | ----------- | --------------- | ------------------------------------ |
| 97   | Islanders de New York         | Canada      | Don Cutts       | Engineers de Rensselaer (NCAA)       |
| 98   | Golden Seals de la Californie | Canada      | Paul Tantardini | Bombers de Downsview (LHJPO)         |
| 99   | Canucks de Vancouver          | Canada      | Clay Hebenton   | équipe junior de Portland, Oregon    |
| 100  | Maple Leafs de Toronto        | Canada      | Dan Follett     | Bombers de Downsview (LHJPO)         |
| 101  | Flames d'Atlanta              | États-Unis  | Tom Machowski   | Badgers du Wisconsin (NCAA)          |
| 102  | Kings de Los Angeles          | Canada      | Roly Kimble     | Red Wings d'Hamilton (AHO)           |
| 103  | Penguins de Pittsburgh        | Canada      | Terry Ewasiuk   | Cougars de Victoria (LHOC)           |
| 104  | Blues de Saint-Louis          | Canada      | John Wensink    | Royals de Cornwall (LHJMQ)           |
| 105  | North Stars du Minnesota      | Canada      | Lou Nistico     | Knights de London (AHO)              |
| 106  | Flyers de Philadelphie        | Canada      | Tom Young       | Wolves de Sudbury (AHO)              |
| 107  | Red Wings de Détroit          | Canada      | Brian Middleton | Université de l'Alberta (CIAU)       |
| 108  | Sabres de Buffalo             | États-Unis  | Bob Young       | Pioneers de Denver (NCAA)            |
| 109  | Black Hawks de Chicago        | Canada      | Wayne Dye       | Bruins de New Westminster (LHOC)     |
| 110  | Islanders de New York         | Canada      | Denis Anderson  | Bruins de New Westminster (LHOC)     |
| 111  | Bruins de Boston              | États-Unis  | Walter Johnson  | Generals d'Oshawa (AHO)              |
| 112  | Canadiens de Montréal         | Canada      | Michel Belisle  | Bleu-Blanc-Rouge de Montréal (LHJMQ) |

### 8etour
| Rang | Équipe LNH                    | Nationalité | Joueur           | Repêché de                              |
| ---- | ----------------------------- | ----------- | ---------------- | --------------------------------------- |
| 113  | Islanders de New York         | Canada      | Mike Kennedy     | Rangers de Kitchener (AHO)              |
| 114  | Golden Seals de la Californie | Canada      | Bruce Greig      | Nats de Vancouver (LHOC)                |
| 115  | Canucks de Vancouver          | Canada      | John Senkpiel    | Nats de Vancouver (LHOC)                |
| 116  | Maple Leafs de Toronto        | Canada      | Les Burgess      | Rangers de Kitchener (AHO)              |
| 117  | Flames d'Atlanta              | Canada      | Bob Law          | Fighting Sioux du Dakota du Nord (NCAA) |
| 118  | Red Wings de Détroit          | Canada      | Dennis Polonich  | Bombers de Flin-Flon (LHOC)             |
| 119  | Penguins de Pittsburgh        | Canada      | Fred Comrie      | Oil Kings d'Edmonton (LHOC)             |
| 120  | Blues de Saint-Louis          | Canada      | Jean Tétreault   | Rangers de Drummondville (LHJMQ)        |
| 121  | North Stars du Minnesota      | Canada      | George Beveridge | Rangers de Kitchener (AHO)              |
| 122  | Flyers de Philadelphie        | Canada      | Norm Barnes      | Spartans de Michigan State (NCAA)       |
| 123  | Red Wings de Détroit          | Canada      | George Lyle      | Huskies de Michigan Tech (NCAA)         |
| 124  | Sabres de Buffalo             | États-Unis  | Tim O'Connell    | Catamounts du Vermont (NCAA)            |
| 125  | Black Hawks de Chicago        | Canada      | Jim Koleff       | Red Wings d'Hamilton (AHO)              |
| 126  | Islanders de New York         | Canada      | Dennis Desgagnés | Éperviers de Sorel (LHJMQ)              |
| 127  | Bruins de Boston              | Canada      | Virgil Gates     | Broncos de Swift Current (LHOC)         |
| 128  | Canadiens de Montréal         | Canada      | Mario Desjardins | Castors de Sherbrooke (LHJMQ)           |

### 9etour
| Rang | Équipe LNH                    | Nationalité | Joueur         | Repêché de                            |
| ---- | ----------------------------- | ----------- | -------------- | ------------------------------------- |
| 129  | Islanders de New York         | Canada      | Bob Lorimer    | Huskies de Michigan Tech (NCAA)       |
| 130  | Golden Seals de la Californie | Canada      | Larry Patey    | Hawks de Braintree (NEnHL)            |
| 131  | Canucks de Vancouver          | Canada      | Peter Folco    | Remparts de Québec (LHJMQ)            |
| 132  | Maple Leafs de Toronto        | Canada      | Dave Pay       | Badgers du Wisconsin (NCAA)           |
| 133  | Flames d'Atlanta              | Canada      | Bob Bilodeau   | Bruins de New Westminster (LHOC)      |
| 134  | Penguins de Pittsburgh        | Canada      | Gord Lane      | Bruins de New Westminster (LHOC)      |
| 135  | Red Wings de Détroit          | Canada      | Dennis O'Brien | Université Laurentian (CIAU)          |
| 136  | North Stars du Minnesota      | Canada      | Jim Johnston   | Petes de Peterborough (AHO)           |
| 137  | Flyers de Philadelphie        | Canada      | Dan O'Donohue  | Greyhounds de Sault Ste. Marie (AHO)  |
| 138  | Red Wings de Détroit          | Canada      | Tom Newman     | Rangers de Kitchener (AHO)            |
| 139  | Red Wings de Détroit          | Canada      | Ray Bibeau     | Bleu-Blanc-Rouge de Montréal (LHJMQ)  |
| 140  | Black Hawks de Chicago        | États-Unis  | Jack Johnson   | Badgers du Wisconsin (NCAA)           |
| 141  | Black Hawks de Chicago        | États-Unis  | Steve Alley    | Badgers du Wisconsin (NCAA)           |
| 142  | Bruins de Boston              | Canada      | Jim Pettie     | Black Hawks de Saint Catharines (AHO) |
| 143  | Canadiens de Montréal         | Canada      | Bob Wright     | Lumber Kings de Pembroke (LHCJA)      |

### 10etour
| Rang | Équipe LNH                    | Nationalité | Joueur          | Repêché de                              |
| ---- | ----------------------------- | ----------- | --------------- | --------------------------------------- |
| 144  | Maple Leafs de Toronto        | Canada      | Lee Palmer      | Golden Knights de Clarkson (NCAA)       |
| 145  | Golden Seals de la Californie | Canada      | Doug Mahood     | Greyhounds de Sault Ste. Marie (AHO)    |
| 146  | Canucks de Vancouver          | Canada      | Terry McDougall | Broncos de Swift Current (LHOC)         |
| 147  | Maple Leafs de Toronto        | Canada      | Bob Peace       | Big Red de Cornell (NCAA)               |
| 148  | Flames d'Atlanta              | Canada      | Glen Surbey     | Université Loyola (CIAU)                |
| 149  | Flames d'Atlanta              | Canada      | Guy Ross        | Castors de Sherbrooke (LHJMQ)           |
| 150  | Penguins de Pittsburgh        | Canada      | Randy Aimoe     | Tigers de Medicine Hat (LHOC)           |
| 151  | Red Wings de Détroit          | Canada      | Kevin Neville   | Marlboros de Toronto (AHO)              |
| 152  | North Stars du Minnesota      | Canada      | Sam Clegg       | Tigers de Medicine Hat (LHOC)           |
| 153  | Flyers de Philadelphie        | Canada      | Brian Dick      | Jets de Winnipeg (LHOC)                 |
| 154  | Red Wings de Détroit          | Canada      | Ken Gibb        | Fighting Sioux du Dakota du Nord (NCAA) |
| 155  | Red Wings de Détroit          | Canada      | Mitch Brandt    | Pioneers de Denver (NCAA)               |
| 156  | Black Hawks de Chicago        | Canada      | Rick Clubbe     | Fighting Sioux du Dakota du Nord (NCAA) |
| 157  | Bruins de Boston              | Canada      | Yvon Bouillon   | Royals de Cornwall (LHJMQ)              |
| 158  | Canadiens de Montréal         | Canada      | Al Labrecque    | Ducs de Trois-Rivières (LHJMQ)          |

### 11etour
| Rang | Équipe LNH                    | Nationalité | Joueur          | Repêché de                        |
| ---- | ----------------------------- | ----------- | --------------- | --------------------------------- |
| 159  | Maple Leafs de Toronto        | Canada      | Norm McLeod     | M&W Rangers d'Ottawa (LHCJA)      |
| 160  | Golden Seals de la Californie | Canada      | Angie Moretto   | Wolverines du Michigan (NCAA)     |
| 161  | North Stars du Minnesota      | Canada      | Russ Wiechnik   | Centennials de Calgary (LHOC)     |
| 162  | Flames d'Atlanta              | Canada      | Greg Fox        | Wolverines du Michigan (NCAA)     |
| 163  | North Stars du Minnesota      | Canada      | Max Hansen      | Wolves de Sudbury (AHO)           |
| 164  | Penguins de Pittsburgh        | Canada      | Don McLeod      | Blades de Saskatoon (LHOC)        |
| 165  | Black Hawks de Chicago        | Canada      | Gene Strate     | Oil Kings d'Edmonton (LHOC)       |
| 166  | Canadiens de Montréal         | Canada      | Gordon Halliday | Université de Pennsylvanie (NCAA) |

### 12etour
| Rang | Équipe LNH            | Nationalité | Joueur         | Repêché de                       |
| ---- | --------------------- | ----------- | -------------- | -------------------------------- |
| 167  | Canadiens de Montréal | Canada      | Cap Raeder     | Wildcats du New Hampshire (NCAA) |
| 168  | Canadiens de Montréal | Canada      | Louis Chiasson | Ducs de Trois-Rivières (LHJMQ)   |